# Чижово (Владимирская область)
Чижово — деревня в Собинском районе Владимирской области России, входит в состав Воршинского сельского поселения.

## География
Деревня расположена в 11 км на северо-восток от центра поселения села Ворша и в 23 км на северо-восток от райцентра города Собинка.

## История
Упоминается в писцовых книгах 1646 года в вотчине помещика Василия Григорьева сына Воейкова.
В конце XIX — начале XX века деревня входила в состав Одерихинской волости Владимирского уезда, с 1926 года — в составе Ставровской волости. В 1859 году в деревне числилось 19 дворов, в 1905 году — 33 дворов, в 1926 году — 31 хозяйств.
С 1929 года деревня входила в состав Тетеринского сельсовета Ставровского района, с 1932 года — в составе Собинского района, с 1945 года вновь в Ставровском районе, с 1965 года — в составе Бабаевского сельсовета Собинского района, с 2005 года — в составе Воршинского сельского поселения.

## Население
| 1859 | 1905 | 1926 | 2002 | 2010 | 2021 |
| ---- | ---- | ---- | ---- | ---- | ---- |
| 168  | ↗181 | ↘160 | ↘4   | ↗9   | ↗12  |